# 群青 (合唱曲)
「群青」（ぐんじょう、英文表記: Azure）は、南相馬市立小高中学校平成24年度卒業生と同校音楽教諭の小田美樹、作曲・編曲家の信長貴富によって作られた楽曲。2013年8月10日、楽譜第一刷発行。2014年9月1日、CDリリース。いずれもパナムジカが発行している。

## 「群青」の誕生まで
南相馬市立小高（おだか）中学校は、福島県浜通り、南相馬市南部の小高区に位置した。東日本大震災では、津波により街が甚大な被害を受け、生徒から死亡者が出た。
この曲を作った、平成24年度卒業生は震災当時、中学1年生をもうじき修了する頃であった。この頃の1年生は106名在学していた。
2011年3月11日は、3年生の卒業式が行われ、午前中で学校は放課となった。その数時間後の14時46分、東日本大震災が発生、津波によって小高の街は甚大な被害を受け、後に小高中の生徒が4人死亡した。死亡者のうち2人は1年生であった。
また、福島第一原発事故によって、小高区が半径20km圏内の警戒区域に指定されたことから、小高中学校も小高区外に避難することとなった。その際、津波で犠牲となった2人を除く104人の1年生もそのほとんど、97人が小高中学校を離れ、北は北海道、南は長崎県まで、全国に散り散りとなった。
4月22日に新学期を迎え、南相馬市北部の鹿島区にある南相馬市立鹿島中学校を間借り（およそ半年後、同じく鹿島区にある南相馬市立鹿島小学校に仮設校舎が完成し移転）して再開した小高中学校も、2年生に進級した生徒はわずか6・7人にとどまった。
友だちが全国に散り散りとなり、原発事故で小高に戻れないことなど、様々な不安が生徒たちにのしかかり、わずか6・7人の2年生も心を痛め、音楽の授業では歌が歌えなくなっていた。音楽の授業を受け持っていた音楽教諭の小田美樹も歌うことができなかった。皆が歌うことの難しさを感じていた。
ある日、歌が歌えなくなった生徒たちの授業を受け持っていた小田が、小高中を離れた生徒がどこにいるのか把握するため、大きな日本地図に生徒の顔写真を貼り付けていると、生徒たちが口々に「遠いね」「どうやったら行けるの」「○○さんはどうしているだろう」「○○市はどんなところなんだろう」「でも、この地図の上の空はつながってるね」など、気持ちを露わにした。そこから、歌うことができなくなった2年生の生徒たちと小田による詩づくりが始まった。そして、2年生の生徒たちが3年生に進級する。
小高中学校では毎年、卒業式の時に卒業生が希望や未来を語った歌を合唱することが、毎年の慣例となっている。
津波で2人の同級生を亡くしたり、遠い疎開先から今もなお戻ってこない同級生などを思ったりする3年生が、思いを綴った日記や作文、他愛もないおしゃべりから、3年生の思いを地道に小田は書き留めていき、それをつなぎあわせて、「群青」の大筋の歌詞が出来上がった。
この詩に小田が作曲して、平成24年度卒業生のための卒業式の歌「群青―平成24年度 小高中学校卒業生に捧ぐ」が完成した。2013年2月のことであった。「群青」という題名は、小高中学校の校歌に「群青」という言葉があることのほか、小高中の野球クラブの「小高群青クラブ」、小高中の文化祭の「群青祭」といった、小高中を象徴する言葉であることから名づけられた。
生徒たち自ら作詞したこの曲を練習するにつれて、長い間歌が歌えなくなっていた3年生の生徒たちも、徐々に歌声を取り戻し、卒業式ではできるかどうか危惧されていた学年合唱で、「群青」を合唱することに成功した。
それ以降、この曲は小高中学校の在校生たちに代々受け継がれている。

## 全国への広がり
2013年3月に京都府長岡京市で行われた、東日本大震災復興支援コンサート「Harmony for JAPAN 2013」ハーモニーコンサートで、小高中学校の平成24年度卒業の3年生を始めとする、小高中学校特設合唱団が編曲前のオリジナル・ヴァージョンの「群青」を歌った。このコンサートで、「群青」は大反響を呼んだ。会場で聴いていた本山秀毅は、同席していた信長貴富に編曲を推した。
信長が編曲を手がけた「群青」の混声3部合唱、混声4部合唱、同声2部合唱の3ヴァージョンの楽譜は、パナムジカから2013年8月10日に発行された。
それ以降、『朝日新聞』を始めとする多くの報道機関からもこのことが報じられ、小高中学校の「群青」は日本各地、さらに国外でも注目され、大きな広がりを見せている。タイトルや、作詞者名、作曲者名、編曲者名、巻頭にあるメッセージ文や、巻末にある歌詞などには英訳文が併記され、2015年には英訳詩による楽譜も出版された。
また、2014年8月30日から31日にかけて日本テレビ系列で放送された『第37回24時間テレビ 「愛は地球を救う」』でも、完成までの道のりや、小高中学校の現在の生徒の活動の様子などがVTR放映された。「群青」1期目の平成24年度卒業生と、平成26年度の小高中学校の生徒たち、そして関ジャニ∞の合同による合唱が、日本武道館で生演奏された。
『24時間テレビ』の放送が終了して間もない2014年9月1日、パナムジカから、「Harmony for JAPAN 2013」ハートフルコンサートでの小高中学校平成24年度卒業生によるオリジナル・ヴァージョンをはじめ、信長編曲ヴァージョンの混声3部合唱、混声4部合唱、同声2部合唱、カラ・ピアノ、混声4部合唱+オーケストラ、カラ・オーケストラの計7ヴァージョンを収録したCDがリリースされた。

## 楽譜
2023年現在、パナムジカより販売されている。またすべてのヴァージョンともに、表紙・裏表紙は、南相馬市立小高中学校の教諭・関口聡による、南相馬市小高区村上海岸から撮影した、群青色の水平線の写真が採用されている。また、タイトルや作詞者名、作曲者名、編曲者名、譜面の巻頭にあるメッセージ文、巻末にある歌詞などに英訳文が併記されている。
販売譜はすべてピアノ伴奏だが、吹奏楽伴奏とオーケストラ伴奏のパート譜が同じくパナムジカからレンタル譜で出版されている。
- 混声4部合唱版
  - 作詞：福島県南相馬市立小高中学校平成24年度卒業生（構成：小田美樹）
  - 作曲：福島県南相馬市立小高中学校音楽教諭 小田美樹
  - 編曲：信長貴富
- 混声3部合唱版
  - 同上
- 同声2部合唱版
  - 同上
- 男声4部合唱版
  - 同上
- 女声3部合唱版
  - 同上
- 英詞版（同声2部合唱）
  - 作詞：福島県南相馬市立小高中学校平成24年度卒業生（構成：小田美樹）
  - 訳詞：ヘルビック貴子
  - 作曲：福島県南相馬市立小高中学校音楽教諭 小田美樹
  - 編曲：信長貴富
- 英詞版（混声4部合唱）
  - 同上
- オリジナル版（斉唱。「青の絆」「青の軌跡」とともに『青の三部作』として出版）
  - 作詞：福島県南相馬市立小高中学校平成24年度卒業生（構成：小田美樹）
  - 作曲：福島県南相馬市立小高中学校音楽教諭 小田美樹

## CD
2014年現在、パナムジカより、販売されている。CDのジャケットには楽譜と同じ写真が採用されている。
2・3・4部合唱版では杉並学院高等学校の「杉並学院・菊華混声合唱団」と「杉並学院・菊華女声合唱団」が演奏しており、杉並学院高等学校の「SGホール」で録音されている。
オーケストラ版は「Harmony for JAPAN 2014 合唱団・管弦楽団」によって演奏されている。

### 収録内容
- 群青
  - 作詞：福島県南相馬市立小高中学校平成24年度卒業生（構成：小田美樹）
  - 作曲：福島県南相馬市立小高中学校音楽教諭 小田美樹
  - 編曲：信長貴富

1. オリジナル・ヴァージョン
  - 指揮：小田美樹
  - 演奏：福島県南相馬市立小高中学校 特設合唱団
  - 伴奏：石井凛
  - 録音：2013年3月 Harmony for JAPAN 2013にてライブ録音
2. 混声3部合唱版
  - 指揮：渕上貴美子
  - 演奏：杉並学院・菊華混声合唱団
  - 伴奏：高橋烈
  - 録音：2014年7月 杉並学院SGホールにてレコーディング
3. 混声4部合唱版
  - 指揮：渕上貴美子
  - 演奏：杉並学院・菊華混声合唱団
  - 伴奏：高橋烈
  - 録音：2014年7月 杉並学院SGホールにてレコーディング
4. 同声2部合唱版
  - 指揮：渕上貴美子
  - 演奏：杉並学院・菊華女声合唱団
  - 伴奏：高橋烈
  - 録音：2014年7月 杉並学院SGホールにてレコーディング
5. カラ・ピアノ
  - 伴奏：高橋烈
  - 録音：2014年7月 杉並学院SGホールにてレコーディング
6. 混声4部合唱+オーケストラ版
  - 指揮：本山秀毅
  - 演奏：Harmony for JAPAN 2014 合唱団・管弦楽団
  - 録音：2014年3月　Harmony for JAPAN 2014にてライブ録音
7. カラ・オーケストラ
  - 指揮：本山秀毅
  - 演奏：Harmony for JAPAN 2014 管弦楽団
  - 録音：2014年3月　Harmony for JAPAN 2014にてライブ録音